# María Élena Kyriákou
María Élena Kyriákou, grec moderne : Μαρία Έλενα Κυριάκου, née le 11 janvier 1984 à Larnaca (Chypre), est une chanteuse chypriote grecque ayant remporté la première saison du télécrochet The Voice of Greece, coachée par Despina Vandi.
Le 4 mars 2015, elle gagne la finale nationale grecque et est choisie pour représenter la Grèce au Concours Eurovision de la chanson 2015 à Vienne, en Autriche avec la chanson One Last Breath (Un dernier souffle). Elle participe à la première demi-finale, le 19 mai 2015, où elle termine 6e et se qualifie pour la finale. Elle obtient la 19e place avec 23 points lors de la finale.

## Parcours dans The Voice
| The Voice of Greece | The Voice of Greece | The Voice of Greece                  | The Voice of Greece             | The Voice of Greece | The Voice of Greece |
| Show                | Thème               | Chanson                              | Artiste                         | Ordre               | Résultat            |
| ------------------- | ------------------- | ------------------------------------ | ------------------------------- | ------------------- | ------------------- |
| Blind Auditions     | Contestant's choice | Because of You                       | Kelly Clarkson                  | 9                   | Advanced            |
| Battles             | Coach's choice      | Hero (against Eva Kanata)            | Mariah Carey                    | 1                   | Advanced            |
| Live show 2         | Coach's choice      | I Have Nothing                       | Whitney Houston                 | 2                   | Safe                |
| Live show 3         | Coach's choice      | Den Eisai Edo                        | Dímitra Galaní                  | 12                  | Safe                |
| Live show 4         | Coach's choice      | Hurt                                 | Christina Aguilera              | 6                   | Safe                |
| Live show 4         | Group performance   | "Hano Esena" (avec Team Vandi (en))  | Despina Vandi                   | NC                  | Safe                |
| Semi-final          | Coach's choice      | "Bleeding Love"                      | Leona Lewis                     | 7                   | Safe                |
| Semi-final          | Duet with guest     | Listen (duo avec Mando (en))         | Beyoncé                         | 8                   | Safe                |
| Final               | Original song       | "Dio Egoismoi"                       | Maria Elena Kirakou             | 1                   | Winner              |
| Final               | Duet with coach     | "No More Tears" (avec Despina Vandi) | Barbra Streisand & Donna Summer | 2                   | Winner              |
| Final               | Auditions' song     | Because of You                       | Kelly Clarkson                  | 9                   | Winner              |

## Discographie

### Studio albums
| Titre             | Détails                                                                                 | Classement |
| Titre             | Détails                                                                                 | GRE        |
| ----------------- | --------------------------------------------------------------------------------------- | ---------- |
| Dio Ageloi Sti Gi | - Released: TBA - Label: Universal Music Greece - Formats: CD, CD/DVD, Digital Download | —          |

### Singles
| Titre           | Année | Classement | Album             |
| Titre           | Année | GRE        | Album             |
| --------------- | ----- | ---------- | ----------------- |
| "Dio Egoismoi"  | 2014  | —          | Dio Ageloi Sti Gi |
| One Last Breath | 2015  | —          |                   |